# Exochus suishanus
Exochus suishanus är en stekelart som beskrevs av Tohru Uchida 1932. Exochus suishanus ingår i släktet Exochus och familjen brokparasitsteklar. Inga underarter finns listade i Catalogue of Life.